# Coupru
Coupru je francouzská obec v departementu Aisne v regionu Hauts-de-France. V roce 2012 zde žilo 195 obyvatel.

## Sousední obce
Bézu-le-Guéry, Charly-sur-Marne, Domptin, Essômes-sur-Marne, Lucy-le-Bocage, Marigny-en-Orxois

## Vývoj počtu obyvatel
Počet obyvatel 